# 呂瀅瀅
呂瀅瀅（1976年10月14日—），台北市政治人物、經理人，曾任第九屆台北市議員,前台北花卉產銷股份有公司（簡稱台北花市）副董事長、內政部部長室機要秘書及台北市政府最高顧問等職。。

## 經歷
- 2025年~台北市議會最高顧問。
- 2023-2025年，立法委員王世堅辦公室執行長
- 2022年，擔任陳時中競選市長活動部專員。
- 2021-2022年，擔任內政部部長室機要秘書。
- 2015-2021年，台北花卉產銷股份有限公司副董事長。
- 2014年，擔任柯文哲競選市長士林、北投區督導。
- 2006-2008年，擔任行政院院長室國會聯絡簡任。
- 2002-2006年，擔任民主進步黨中央評議委員。
- 2002-2006年，擔任台北市議會「第九屆」市議員。
- 2000年，擔任陳水扁競選總統活動部專員。

## 相關議題
2016年：推動台北花卉產銷股份有限公司通過雙ISO認證
2017年：辦理台日中「花」國際論壇
2018年11月：推動「2018台北風格日」，推廣臺北市城市美學。
2018年12月： 花藝教學走入社區計畫，增強花卉藝術與社區之連結。

## 外部連結
- 台北市議員- 台北市議會資訊網 （页面存档备份，存于）